# Émile Gellie
Émile Gellie est un homme politique français né le 12 août 1885 à Blaye (Gironde) et mort le 21 avril 1962 à Plassac, dans le même département.

## Biographie
Après une carrière effectuée dans l'administration préfectorale, il est élu député de la Gironde en 1928 et s'inscrit au groupe des Républicains de gauche, principale expression parlementaire de l'Alliance démocratique, le grand parti libéral et laïc de la Troisième République. Réélu en 1932, il ajoute à ce mandat celui de maire de Plassac à partir de 1935. 
Il est de nouveau réélu député en 1936, mais cette fois comme radical indépendant, c'est-à-dire comme centriste. Il adhère au groupe parlementaire de la Gauche démocratique et radicale indépendante. À la Chambre, il intervient essentiellement sur les questions agricoles et, logiquement, sur toutes les questions relatives à la viticulture.
Le 10 juillet 1940, il vote en faveur de la remise des pleins pouvoirs au Maréchal Pétain, et conserve son mandat de maire sous l'occupation et à la Libération. Toutefois, « Considérant que dès 1940, et chaque fois que l'occasion s'en est offerte, l'intéressé a exprimé publiquement son opposition à l'ennemi et à l'usurpateur et que son attitude courageuse l'a exposé à des risques certains », le Jury d'honneur le relève en 1945 de la peine d'inéligibilité qui frappe en 1945 les parlementaires ayant voté en faveur de ces pleins pouvoirs.
Cette décision lui permet d'être élu député à l'Assemblée constituante en 1945 sur une liste d'Unité républicaine. Il siège alors au groupe du même nom, qu'il quitte le 12 février pour rejoindre le 21 février les Républicains indépendants. Ce mandat achevé, il ne se représente plus à la députation. Il participe en revanche à la reconstruction de l'Alliance démocratique après la guerre, négociant notamment les conditions de son adhésion au Rassemblement des gauches républicaines.
Il a épousé Marthe-Thérèse, dite Emma, Juhel-Renoy, petite-nièce de Victor Bagniard, le constructeur (1878) du Château Bellevue de Plassac, ou elle était née en 1887,.